# Musique de Final Fantasy X-2
 (janvier 2020).
Si vous disposez d'ouvrages ou d'articles de référence ou si vous connaissez des sites web de qualité traitant du thème abordé ici, merci de compléter l'article en donnant les références utiles à sa vérifiabilité et en les liant à la section « Notes et références ».
La musique de Final Fantasy X-2 est composée par Noriko Matsueda et Takahito Eguchi. Le compositeur habituel de la série, Nobuo Uematsu, ne contribue pas à la musique du jeu, bien qu'il ait composé la majorité de la bande-son du premier opus, Final Fantasy X. L'album Final Fantasy X-2 Original Soundtrack est édité sur 2 CD en 2003 par Avex. Après la sortie de Final Fantasy X-2 International + Last Mission, un album composé des titres ajoutés à la bande-son pour cette réédition du jeu est édité en 2003 par Avex sous le titre Final Fantasy X-2 International + Last Mission Original Soundtrack. En 2004, Avex édite Final Fantasy X-2 Piano Collection, un album regroupant des arrangements au piano de la bande-son d'origine, composés par Noriko Matsueda, Takahito Eguchi, Hiroko Kokubu, Masahiro Sayama et Febian Reza Pane.
En 2003, avant la sortie du jeu, Rhythm Zone édite le single Real Emotion/1000 no Kotoba, qui contient la chanson de Kumi Kōda, qui est le thème principal du jeu, et qu'on entend pendant le générique de fin. Un autre single, nommé Kuon: Memories of Waves and Light – Music from Final Fantasy X-2, est aussi édité en 2003 par Avex, en même temps que l'OST du jeu. Il s'agit d'arrangements live de plusieurs musiques du jeu, composés et arrangés par Noriko Matsueda et Takahito Eguchi. Un ensemble de trois singles nommés Final Fantasy X-2 Vocal Collection- Paine, Rikku, et Yuna est édité par Avex en 2003. Chaque single inclut des arrangements vocaux des musiques du jeu, chantés par les comédiennes respectives de chaque personnage.
Les avis de la critique sur l'OST de Final Fantasy X-2 sont partagés. Alors que plusieurs critiques jugent la musique de bonne qualité et dans l'esprit du jeu, d'autres la trouvent étrange et creuse. Un certain nombre de critiques attribuent ce changement à l'absence de Uematsu. Final Fantasy X-2 International + Last Mission Original Soundtrack et Final Fantasy X-2 Piano Collection sont en revanche très bien reçus par la critique, qui estime qu'ils sont nettement supérieurs à l'OST initiale. Les singles sont mal reçus par la critique, qui n'a apprécié que peu des titres proposés, et trouve le prix de tous les singles trop élevé.

## Final Fantasy X-2 Piano Collection
Album arrangé au piano des musiques de Final Fantasy X-2.

### Fiche technique
- Composé par : Noriko Matsueda, Takahito Eguchi
- Arrangé par :
  - Noriko Matsueda & Takahito Eguchi (1, 8, 11)
  - Hiroko Kokubu (2, 5, 10, 12)
  - Masahiro Sayama (3, 4, 6, 7)
  - Febian Reza Pane (9)
- Joué par :
  - Shinko Ogata (1, 8, 11)
  - Hiroko Kokubu (2, 5, 10, 12)
  - Masahiro Sayama (3, 4, 6, 7)
  - Febian Reza Pane (9)
- Sortie : 31 mars 2004
- Référence : AVCD-17444 (avex trax)

### Liste des musiques
| No  | Titre                           | Durée |
| --- | ------------------------------- | ----- |
| 1.  | Wind Crest ~The Three Trails~   |       |
| 2.  | Yuna's Ballad                   |       |
| 3.  | Paine's Theme                   |       |
| 4.  | Creature Create                 |       |
| 5.  | Calm Lands                      |       |
| 6.  | Zanarkand Ruins                 |       |
| 7.  | Akagi Party                     |       |
| 8.  | "Nightmare of a Cave"           |       |
| 9.  | Demise                          |       |
| 10. | 1000 Words                      |       |
| 11. | Epilogue ~Reunion~              |       |
| 12. | Eternity ~Memory of Lightwaves~ |       |